# Телпешешть
Телпешешть, Телпешешті (рум. Tălpășești) — село у повіті Горж в Румунії. Входить до складу комуни Белешть.
Село розташоване на відстані 240 км на захід від Бухареста, 8 км на захід від Тиргу-Жіу, 93 км на північний захід від Крайови.

## Населення
За даними перепису населення 2002 року у селі проживали 572 особи. Рідною мовою 571 особа (99,8%) назвала румунську.
Національний склад населення села:
| Національність | Кількість осіб | Відсоток |
| -------------- | -------------- | -------- |
| румуни         | 536            | 93,7%    |
| цигани         | 35             | 6,1%     |